# Svintsovka
Svintsovka (en rus: Свинцовка) és un poble de l'óblast de Saràtov, a Rússia, segons el cens del 2010 tenia 246 habitants. Pertany al districte municipal de Saràtov.